# Кейпел
Кейпел (англ. Banc Capel) — это гайот, или подводный вулкан с плоской вершиной, в Коралловом море.

## Описание
Кейпел — бывший атолл с крутыми бортами и плоской вершиной, который омывают сильные течения. Здесь нет песчаных или илистых субстратов, поверхность занята камнями или гравийными осыпями.

## Биоразнообразие
Кейпел населён различными видами, включая Nassarius alabasteroides и Laurentaeglyphea; в нём преобладают губки, в том числе рода Phloedictyon и Горгоны. В одних тралах с ними были найдены и декаподы, включая омара Ibacus brucei, краба Randallia и плавающих крабов.